# Dragon Ball Z: Chikyū Marugoto Chōkessen
Dragon Ball Z: Chikyū Marugoto Chōkessen ( ドラゴンボールZ 地球まるごと超決戦 Doragon Boru Zetto Chikyū Marugoto Chōkessen?, Dragon Ball Z (Bola de Dragón Z): Super batalla decisiva por el planeta Tierra), conocida en Latinoamérica en su estreno original en cines como Dragon Ball Z: La película y a su vez, como Dragon Ball Z: La batalla más grande del mundo está por comenzar es la 6ª película de Dragon Ball, y la 3ª de Dragon Ball Z en la serie de manga y anime Dragon Ball, fue estrenada el 7 de julio de 1990 en Japón y el 3 de abril de 1998 en cines en Latinoamérica.

## Argumento
Un incendio forestal interrumpe una acampada que disfrutan Son Gohan, Krilin, Bulma y Oolong. Son Gohan y Krilin consiguen apagar el fuego y utilizar las Dragón Balls para restaurar el bosque y los animales que murieron en el incendio, y Son Gohan se hace amigo de un pequeño dragón al que llama Ícaro. Sin que el grupo lo supiera, el fuego fue iniciado por una sonda enviada por un pirata espacial Saiyajin llamado Turles, que ha elegido la Tierra para plantar el Árbol del Poder, que absorbe la vida de un planeta y la convierte en una fruta que, al ser ingerida, otorga al consumidor un enorme aumento de poder. Los secuaces de Turles plantan la semilla y Kaiosama advierte telepáticamente a Goku del peligro. Él, Krilin, Yamcha, Ten Shin Han y Chaoz intentan destruir el árbol utilizando explosiones de energía, pero fracasan y los secuaces de Turles los atacan y los abruman. La Tierra comienza a sentir la devastación de la absorción de vida del árbol, ya que el agua desaparece y las plantas y los animales comienzan a perecer.
Turles se enfrenta a Son Gohan después de darse cuenta de que el niño tiene sangre de Saiyajin y deduce que es el hijo de Son Goku, de quien afirma que es de la misma clase de guerrero Saiyajin, es decir un guerrero de clase baja, lo que explica su apariencia sorprendentemente similar. Son Gohan impresiona a Turles con su nivel de poder y es invitado a unirse a su conquista, pero se niega e intenta luchar contra Turles antes de que Piccolo intervenga para rescatarlo. Turles obliga a Piccolo a proteger a Son Gohan y el namekiano es derrotado. Turles crea una luna artificial como la que hizo Vegeta y obliga a Son Gohan a observarla, lo que hace que se transforme en un enorme Ōzaru, que ataca a Son Goku pero es calmado por la aparición de Ícaro. Turles hiere a Ícaro con una ráfaga de energía que hace que Son Gohan entre en frenesí antes de que Son Goku corte la cola de su hijo con un disco destructor, regresándolo a su tamaño normal y salvándolo de las ráfagas de energía entrantes de Turles. Son Goku mata a los secuaces de Turles y se enfrenta a su malvado doble en la batalla.
Son Goku se enfrenta a Turles hasta que obtiene un trozo de fruta completamente desarrollado del Árbol del Poder y lo consume. Con el repentino aumento de poder, Turles abruma a Son Goku hasta que sus aliados acuden en su ayuda. Mientras luchan contra Turles, Son Goku comienza a formar una Genkidama, pero la Tierra, al haber sido drenada por el Árbol del Poder, no tiene la energía necesaria para alimentar adecuadamente la Genkidama de Son Goku, que Turles destruye. Sin embargo, la energía del Árbol del Poder comienza a fluir hacia Son Goku y esto le permite crear otra Genkidama más poderosa. La nueva Genkidama de Son Goku acaba destruyendo a Turles junto con su Árbol del Poder. La Tierra comienza a sanar mientras los héroes celebran su victoria.

## Personajes
Son Gokū ( 孫 悟空 Son Goku?)
 Seiyū: Masako Nozawa
Son Gohan (孫 悟飯 Son Gohan?)
 Seiyū: Masako Nozawa
Piccolo ( ピッコロ  Pikkoro?)
 Seiyū: Toshio Furukawa
Bulma (ブルマ  Buruma?)
 Seiyū: Hiromi Tsuru
Krilin (クリリン  Kuririn?)
 Seiyū: Mayumi Tanaka
Oolong (ウーロン Ūron?)
 Seiyū: Naoki Tatsuta
Yamcha (ヤムチャ Yamucha?)
 Seiyū: Toru Furuya
Puar (プーアル Pūaru?)
 Seiyū: Naoko Watanabe
Chichi (チチ Chichi?)
 Seiyū: Mayumi Shō
Kaio del Norte (北の界王 Kita no Kaiō?)
 Seiyū: Joji Yanami
Ten Shin Han (天津飯 Ten Shin Han?)
 Seiyū: Hirotaka Suzuoki
Chaoz (餃子 Chaozu?)
 Seiyū: Hiroko Emori
Kame Sen'nin (亀仙人 Kame Sennin?)
 Seiyū: Kouhei Miyauchi
Shenlong (神龍 Shen Long?)
 Seiyū: Kenji Utsumi
Haiya Dragon (ハイヤードラゴン Haiyā Doragon?)
 Seiyū: Naoki Tatsuta

### Personajes exclusivos de la película
Turles (ターレス Tāresu?)
 Seiyū: Masako Nozawa
Dobladores: Mario Castañeda (México)
Turles es un Saiyajin que escapó a la destrucción del planeta Vegeta a manos de Freezer para posteriormente conquistar planetas por su cuenta. Tiene una apariencia igual a Son Gokū pero con una piel más oscura, según explica el mismo, ya que ambos son guerreros de clase baja, la mayoría de su clase cuentan con pocos fenotipos (variedad en apariencia física). En cada planeta que conquistaba, plantaba una semilla de la cual brotaba el legendario "Árbol Sagrado", y al comer su fruto, su poder de pelea fue aumentando notablemente.
Turles llega a la tierra donde Son Gokū había llegado y para a plantar la semilla de su árbol sagrado. Luego de que la energía de la Tierra empieza a ser drenada, Son Gokū y los Guerreros Z acuden a combatir a Turles y sus Guerreros. Después de una terrible batalla en la que Gohan se convierte en un Ōzaru y Son Gokū lo despoja de su cola, Turles es destruido al final por Son Gokū usando la Genkidama más poderosa con la energía de su propio árbol.
Posteriormente en la OVA Dragon Ball Z Gaiden: Saiyajin Zetsumetsu Keikaku (en español "El Plan para Exterminar a los Saiyajin") Son Gohan realiza un Kame Hame Ha donde es finalmente derrotado.
Su nombre es un anagrama de la palabra en inglés para lechuga, Lettuce (レタス Letasu?).
Amond (アモンド Amondo?)
 Seiyū: Banjō Ginga
Dobladores: Miguel Ángel Montero (España)
Amond es un alienígena bajo el mando de Turles, con una apariencia humanoide, alto y muy musculoso pero con piel color naranja, tiene cabello color vino con el mismo peinado que usa Zaabon. Pelea y vence a Krilin pero luego es vencido por Son Goku. Es un peligroso criminal fugitivo, que fue encerrado en una cárcel de máxima seguridad en el planeta Nutts por una patrulla de la policía galáctica, pero tras la conquista de Turles en esa zona, se armó una revuelta y este escapó junto a otros presos que finalmente fueron asesinados, sin embargo debido a su extraordinaria fuerza y su alto grado de comportamiento psicópata, Turles lo recluta como lugarteniente de su pandilla. Su nombre es una deformación de la palabra en inglés para Almendra, Almond (アーモンド Āmondo?).
Daizu (ダイーズ Daīzu?)
 Seiyū: Yūji Machi
Dobladores: César Soto (México).
Daizu es un alienígena bajo el mando de Turles, tiene la apariencia de un humano musculoso, con el cabello azul amarrado en una cola de caballo. Pelea dos veces contra Son Goku y el lo cual vence en ambas ocasiones. Era príncipe de una poderosa dinastía del Planeta Kabocha, el cual intentó defender a su planeta del ataque de Turles, quien al ver su sorprendente poder le perdonó la vida e integró a su equipo. Su nombre es una deformación de la palabra en japonés para Soya, Daizu (大豆?).
Cacao (カカオ Kakao?)
 Seiyū: Nobuo Satouchi
Cacao es un alienígena bajo el mando de Turles, es un Cyborg, su cuerpo es color rosa y cubierto con una armadura plateada. Pelea y vence a Yamcha y es vencido posteriormente por Son Gokū. Su nombre proviene de la fruta Cacao.
Lesn (レズン Lezun?) y Rakasei (ラカセイ?)
 Seiyū: Kenji Utsumi
Lesn y Rakasei son dos alienígenas bajo el mando de Turles, dos gemelos pequeños que pueden juntarse en un solo cuerpo, se parecen a Gurd pero sin ojos extra. Pelean y vencen a Ten Shin Han y Chaozu pero luego vencidos por Son Gokū. El nombre de Lesn es un anagrama de la palabra en inglés para lenteja, Lens (レンズ豆 Lenzu?), el de su gemelo es una deformación de la palabra en japonés para maní, Rakkasei (落花生?).

## Reparto
| Personaje    | Actor de voz (Japón) | Doblaje (Hispanoamérica) | Doblaje (España)     |
| ------------ | -------------------- | ------------------------ | -------------------- |
| Son Goku     | Masako Nozawa        | Mario Castañeda          | José Antonio Gavira  |
| Son Gohan    | Masako Nozawa        | Laura Torres             | Ana Cremades         |
| Piccolo      | Toshio Furukawa      | Carlos Segundo           | Antonio Ichausti     |
| Krillin      | Mayumi Tanaka        | Eduardo Garza            | Ángeles Neira        |
| Yamcha       | Toru Furuya          | Ricardo Mendoza          | David Arnaiz         |
| Ten Shin Han | Hirotaka Suzuoki     | Ismael Larumbe           | Daniel Palacios      |
| Chaoz        | Hiroko Emori         | Patricia Acevedo         | Inma Font            |
| Kaiosama     | Joji Yanami          | Ricardo Hill             | Mauro Rivera         |
| Turles       | Masako Nozawa        | Mario Castañeda          | Enrique Rodríguez    |
| Daizu        | Yūji Machi           | César Soto               | Miguel Ángel Montero |
| Amond        | Banjō Ginga          | José Luis McConnell      | Joaquín Prada        |
| Cacao        | Shinobi Satouchi     |                          |                      |
| Rakasei      | Masaharu Satō        | Gustavo Melgarejo        | Manuel Duarte        |
| Lesn         | Kenji Utsumi         | Gustavo Melgarejo        |                      |
| Bulma        | Hiromi Tsuru         | Rocío Garcel             | Nonia de la Gala     |
| Chichi       | Mayumi Shō           | Patricia Acevedo         | Julia Olivia         |
| Kame Sennin  | Kōhei Miyauchi       | Jesús Colin              | Mariano Peña         |
| Oolong       | Naoki Tatsuta        | Arturo Mercado           | Antonio Inchausti    |
| Puar         | Naoko Watanabe       | Cristina Camargo         | Pilar Valdés         |
| Gran Dragón  | Naoki Tatsuta        | Ernesto Lezama           |                      |
| Shen Long    | Kenji Utsumi         | Abel Rocha               | Jesús Prieto         |

## Estreno
A continuación se muestran las fechas respectivas de estreno en cada país:
| País      | Fecha de estreno                                   |
| --------- | -------------------------------------------------- |
| Japón     | 7 de julio de 1990                                 |
| Chile     | 5 de julio de 1998 3 de julio de 1998 (premier)    |
| México    | 1 de julio de 1998 17 de julio de 1998 (reestreno) |
| Argentina | 16 de julio de 1998                                |
| Brasil    | 5 de noviembre de 1999                             |
| Venezuela | 18 de julio de 1998                                |
| Uruguay   | 8 de diciembre de 2000                             |
| Perú      | 28 de agosto de 1998                               |
| Colombia  | 13 de julio de 1998                                |

## Música
Tema de apertura (opening)
CHA-LA HEAD-CHA-LA - Hironobu Kageyama
Tema de cierre (ending)
"Marugoto" (まるごと?) - Hironobu Kageyama y Ammy